# Временное увольнение
Вре́менное увольне́ние (англ. Layoff) — временное прекращение трудовых отношений между работником и работодателем, вызванное временной остановкой производства или предоставления услуг по каким-либо причинам. Обычно термин временное увольнение используется, когда характер производства или предоставления услуги требует неоднократного периодичного сокращения и восстановления численности персонала.
Для описания этого явления используются и другие синонимы — неоплачиваемый отпуск, сезонные работы и т. д. Начиная с 1980-х, временные увольнения начинают использоваться повсеместно и узакониваются. Недавние исследования этой области в США, Великобритании и Японии показывают, что временные увольнения используются менеджментом как один из наиболее востребованных рецептов, предохраняющих организации от упадка, помогают сократить издержки, исключив их из разряда постоянных, повысить эффективность организации и используются в последнее время более часто, чем обычные методы сокращения издержек.